# Paul Wittgenstein (Philosoph)
Paul Karl Heinrich Justus Wittgenstein (* 13. September 1907 in Mitterndorf, Traunkirchen; † 13. November 1979 in Linz) war ein österreichischer Exzentriker. Als Titelperson der Erzählung Wittgensteins Neffe – Eine Freundschaft von Thomas Bernhard ist er in die Literatur eingegangen.

## Leben
Paul Wittgenstein entstammte der deutsch-österreichischen Familie Wittgenstein. Er war ein Enkel des Industriellen Paul Wittgenstein (1842–1928) und dessen Ehefrau Justine Hochstetter (1858–1918). Sein Vater Paul Karl („Carletto“) Wittgenstein (1880–1948) war ein Cousin des Philosophen Ludwig Wittgenstein. Paul Wittgenstein d. J.  absolvierte das Wiener Internat Theresianum und studierte anschließend Mathematik. Schon in jungen Jahren war eine manisch-depressive Erkrankung bemerkbar, die ihm eine potentielle Standard-Karriere versagte. Bekannt war er in Wien unter anderem für seine Opernbegeisterung, die in ihrem Ausmaß als exzentrisch wahrgenommen wurde.
Wittgenstein starb 1979 im Wagner-Jauregg-Krankenhaus. Sein Grab befindet sich auf dem Wiener Zentralfriedhof (Gruppe 82A, Reihe 37, Nummer 62).

## Wirkungsgeschichte
Die ungewöhnliche Erscheinung und das rhetorische Talent des „Genies ohne Resultate“ (so der Schriftsteller Camillo Schaefer) ließen Paul Wittgenstein  zum Faszinosum für andere werden. Nach Wittgensteins Tod publizierte der Verlag Freibord 1980 eine von Camillo Schaefer herausgegebene Hommage Paul Wittgenstein, und Schaefer verarbeitete seine Erinnerungen später auch im Werk Wittgensteins Größenwahn (1986).
Das bekannteste Paul Wittgenstein gewidmete Buch ist die 1982 erschienene Erzählung Wittgensteins Neffe von Thomas Bernhard, in der sich der Autor literarisch, nicht biographisch-wissenschaftlich, mit den zwölf letzten Lebensjahren Paul Wittgensteins befasst und über psychische und körperliche Krankheit reflektiert.
Ein Beitrag des österreichischen Radiosenders Ö1 vom 26. September 2010 war ihm gewidmet und enthielt neben Erinnerungen von Freunden (wie Teddy Podgorski) auch längere Passagen im Originalton des Exzentrikers.